# Rheintaler Binnenkanal
Der Rheintaler Binnenkanal ist ein künstlich angelegtes Binnengewässer im St. Galler Rheintal.

## Geografie
Der Rheintaler Binnenkanal beginnt in Sennwald und geht bei St. Margrethen in den Alten Rhein, den ehemaligen Flusslauf des Rheins (Alpenrhein), über. Das schweizerische Bundesamt für Umwelt sieht den Kanal nicht als eigenständiges Gewässer an, sondern als Oberlauf des Alten Rheins. Als «Quelle» des Kanals wird der Chelenbach angegeben, welcher auf rund 1450 Metern über Meer unterhalb der Heierli Nadel entsteht. Dieser fliesst hinunter in die Ebene des Rheintals nach Dornen bei Sennwald und wechselt dann den Namen zu Rheintaler Binnenkanal. Östlich von Platten (Sennwald) wird der Rheintaler Binnenkanal für wenige hundert Meter parallel zum Werdenberger Binnenkanal geführt. Hier kann mittels mehrerer Wehranlagen das Wasser je nach Hochwassersituation von einem Kanal in den anderen umgeleitet werden.

### Entstehung
Bis in das 19. Jahrhundert war der Rhein im St. Galler und Vorarlberger Rheintal ein wilder Fluss. Er verzweigte sich regelmässig in neue Seitenarme und verhinderte so die Entwicklung grosser Dörfer und beeinträchtigte die Landwirtschaft. Mit dem Projekt Rheinregulierung wurden der Hinterrhein im Domleschg und der Alpenrhein von Reichenau bis zur neuen Mündung in den Bodensee bei Fußach / Hard kanalisiert oder umgeleitet. Um zukünftig bei Hochwasser eine Überschwemmung zu verhindern, wurden die Einmündungen der Seitenflüsse auf wenige Ausnahmen beschränkt. Auf der Schweizer Seite gibt es zwischen Sargans und Bodensee nur zwei Unterbrechungen des Rheindammes. Dies sind der Zufluss des Vilterser-Wangser-Kanals bei Trübbach und die Einmündung des Werdenberger Binnenkanals auf der Höhe von Lienz.
Bis auf wenige Ausnahmen wurden alle grösseren Seitenbäche zwischen Alpstein und dem Rhein im St. Galler Rheintal kanalisiert und mit mindestens einem Kiesfang ausgestattet in einen Binnenkanal geleitet, der parallel zum Rhein verläuft. Die, infolge der Melioration der Rheinebene entstandenen, kleineren Kanäle aus den Feldern des Rheintals münden ebenfalls in den «Kanal», wie er in alamannischer Mundart genannt wird. Der so entstandene Rheintaler Binnenkanal wurde 1904 nach zehnjähriger Bauzeit fertiggestellt. Die Baukosten beliefen sich auf 6'175'000 Schweizer Franken.
Der Rheintaler Binnenkanal ist rund 23 Kilometer lang und verläuft entlang der Dörfer Sennwald, Lienz, Rüthi, Oberriet, Montlingen, Kriessern, durch Widnau und an Au vorbei. Im östlichen Teil von St. Margrethen, nach dem Strandbad Bruggerhorn, mündet er in den Alten Rhein.
Auf österreichischer Seite des Rheins existiert zur Entwässerung des Rheintals ebenfalls ein Binnenkanal, der Vorarlberger Rheintalbinnenkanal.

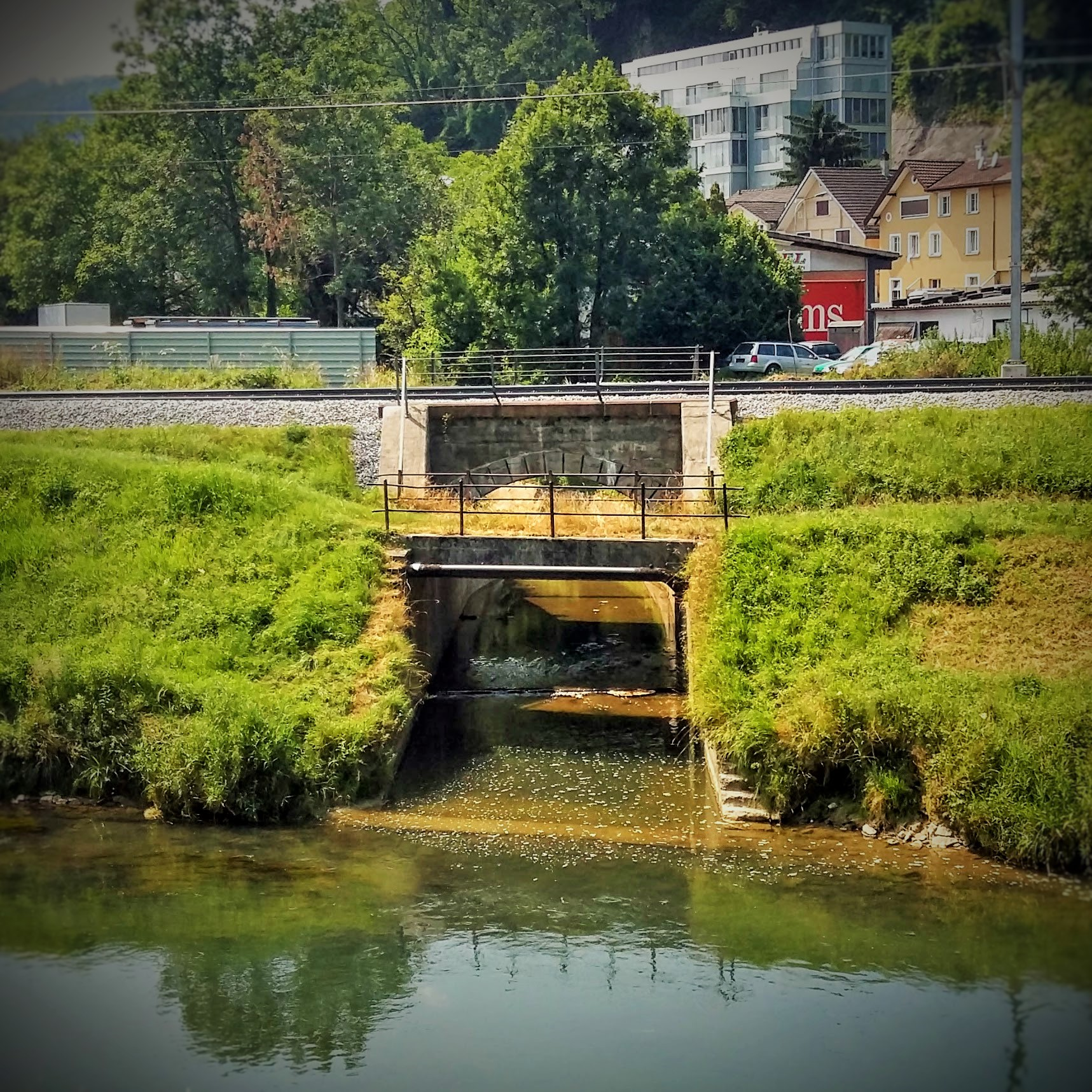
Einmündung des Littenbachs in den Rheintaler Binnenkanal in Au.

### Nebenflüsse
Der Rheintaler Binnenkanal nimmt alle ehemaligen linken Zuflüsse zum Rhein zwischen Sennwald und St. Margrethen auf, z. B.:
- Dürrenbach, links
- Rietaach, links
- Zapfenbach, rechts
- Länderenaach, links
- Böschaach, rechts
- Littenbach, links

## Wirtschaftliche Bedeutung

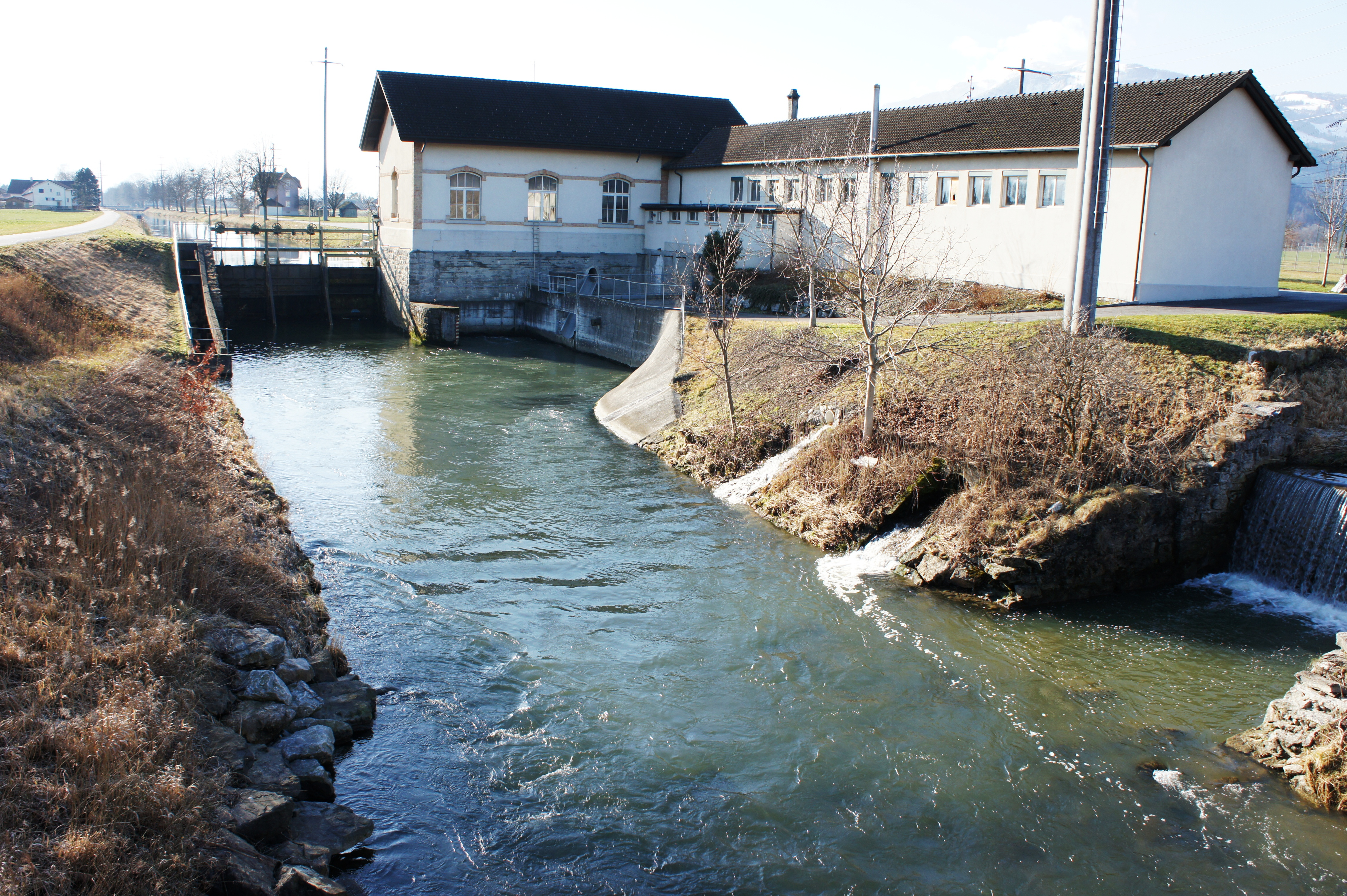
Letzte Staustufe bei Montlingen.

Der Rheintaler Binnenkanal wird durch drei Staustufen mit eingebauten Kleinkraftwerken zur Erzeugung von elektrischer Energie genutzt (siehe Rheintaler Binnenkanalwerke).

## Schlauchbootfahren
In den Sommermonaten wird der Abschnitt unterhalb der letzten Staustufe bei Montlingen bis nach Au oder St. Margrethen oft von Schlauchbooten und Kanus befahren.

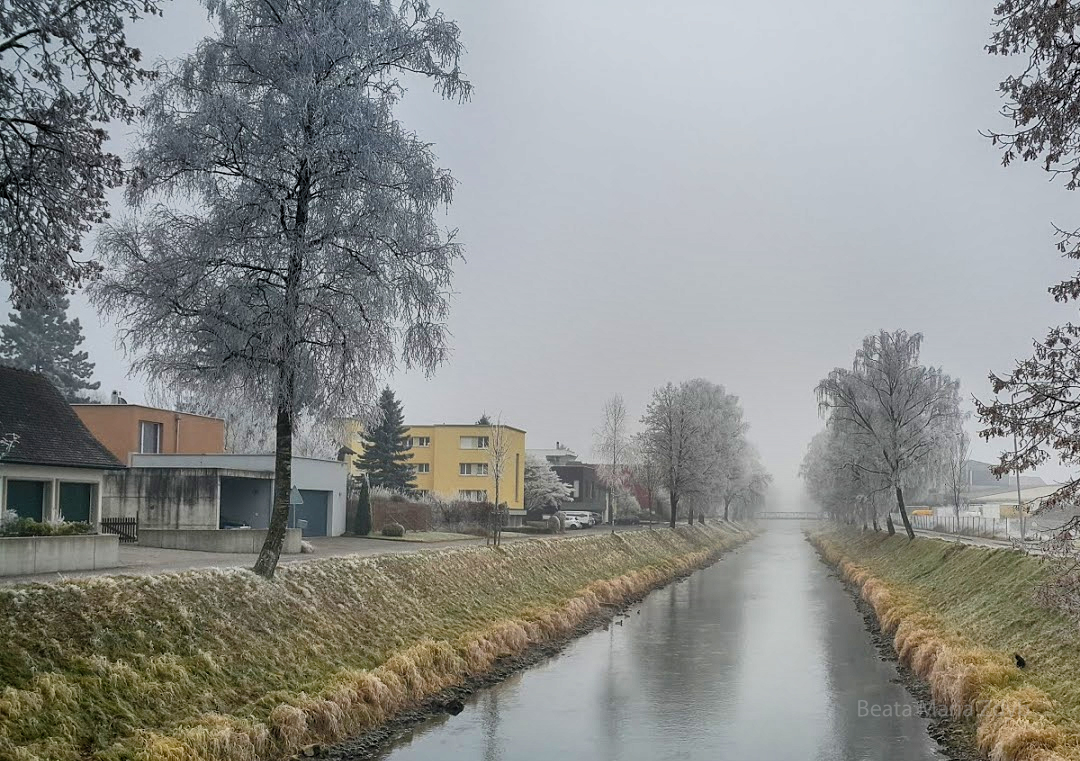
Binnenkanal in Widnau

Seit 1994 wird im Sommer auf dem Kanal bei Widnau die Kanalregatta ausgetragen. Das kleine Volksfest mit Spassfaktor wird vom Turnverein Widnau (KTV vom Rhein), der Musikgesellschaft Widnau und der Regionalzeitung Rheintaler veranstaltet. Die Teilnehmer sind mit selbst gestalteten Kanus, Schlauchbooten, Booten und Flossen unterwegs. Hauptattraktion des Spassrennens ist das Boot «Bschütti-Binna», welches von einer prominenten Persönlichkeit gesteuert wird.

## Umwelt

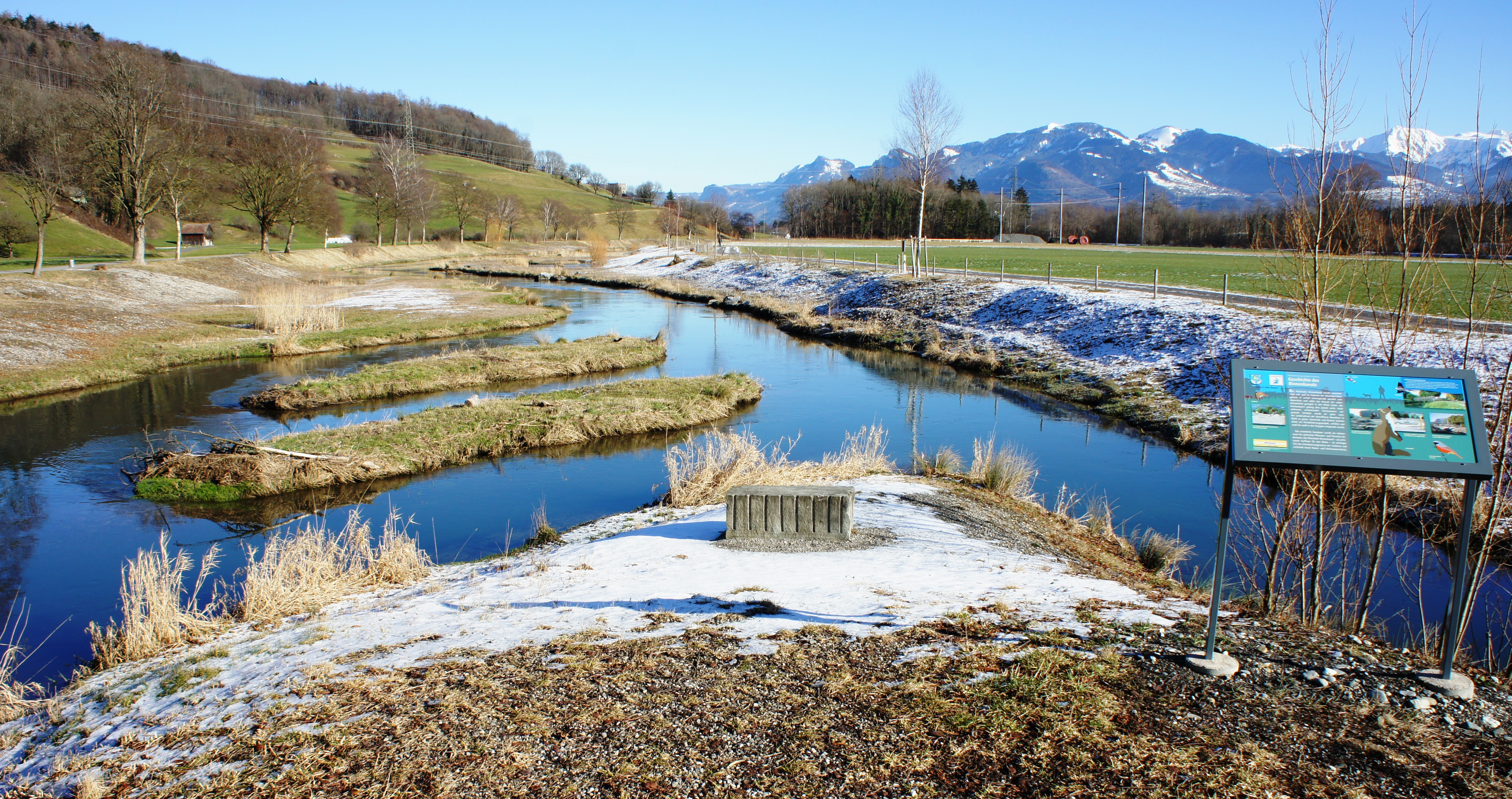
Renaturierter Abschnitt bei Rüthi.

### Renaturierung
Auf Grund einiger Hochwasser, verursacht durch starke Regenfälle in den Gebieten der Zuflüsse des Rheintaler Binnenkanals, suchte vor allem die Gemeinde Rüthi nach einer Lösung, wie das Wasser besser abgeleitet werden könnte. In die Planung dieses Projektes wurden auch ökologische Überlegungen mit einbezogen, und so konnte im Juni 2006 das Projekt "Rheintaler Binnenkanal - Hochwasserschutz und Ökologie im Einklang" gestartet werden. Bis im Sommer 2008 wurde das Vorhaben in mehreren Etappen ausgeführt.

### Wasserstand
Der Wasserstand des Rheintaler Binnenkanals wird vom Bundesamt für Umwelt (BAFU), Abteilung Hydrologie, permanent überwacht. Beim Bruggerhorn wurde zu diesem Zweck eine Messstation (Rheintaler Binnenkanal – St.Margrethen (2139)) eingerichtet. Die aktuellen Messdaten des Wasserstandes, sowie weitere interessante Tatsachen, können auf der entsprechenden Seite des BAFU abgerufen werden.
Eine weitere kantonale Messstation (Rheintaler Binnenkanal - Widnau, Postbrücke (2101)) befindet sich bei der Widnauer Postbrücke.

## Brücken

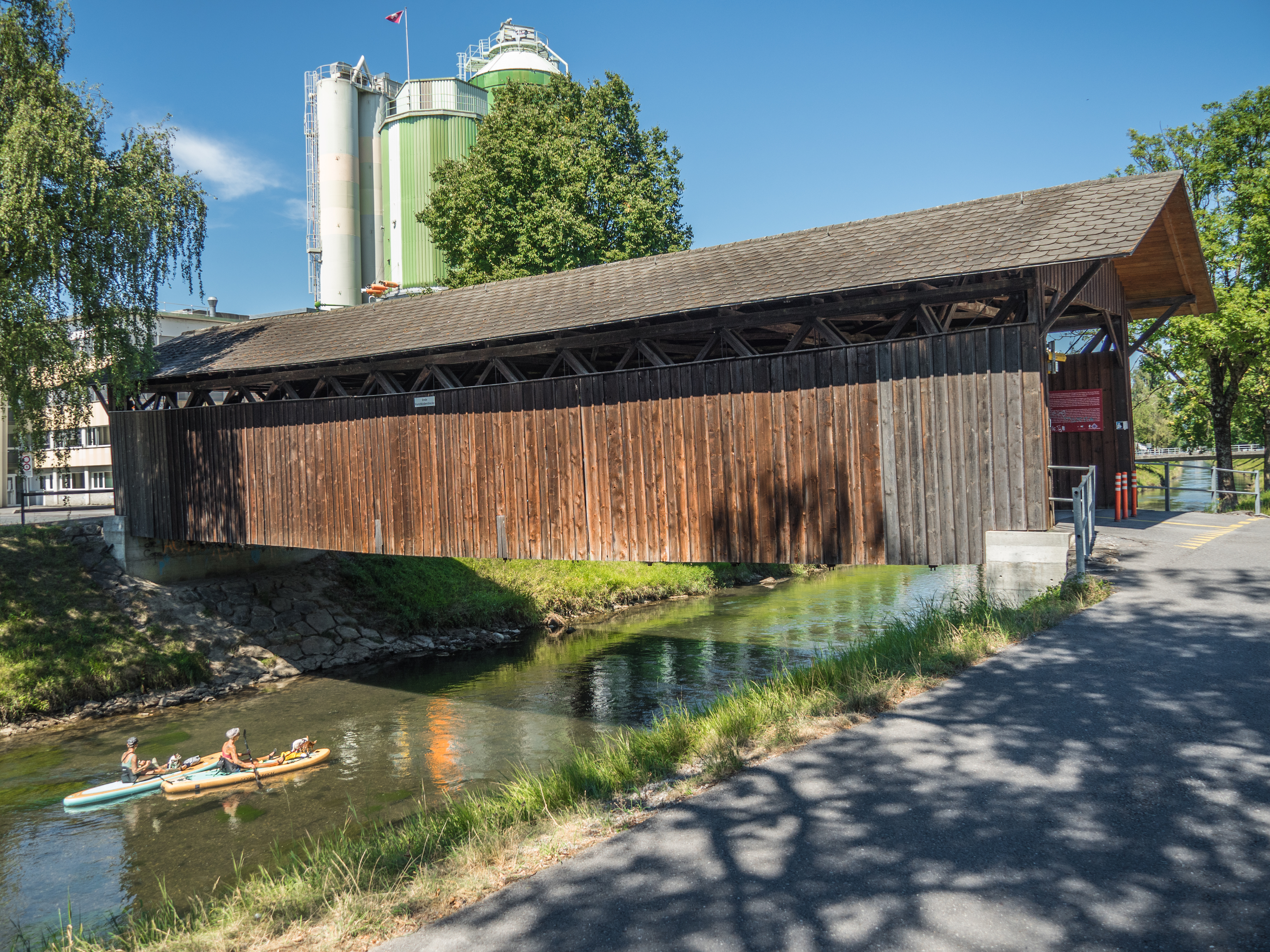
Nöllenbrücke, gedeckte Holzbrücke in Widnau

Der Kanal wird von rund 70 Brücken überquert.